# 정족

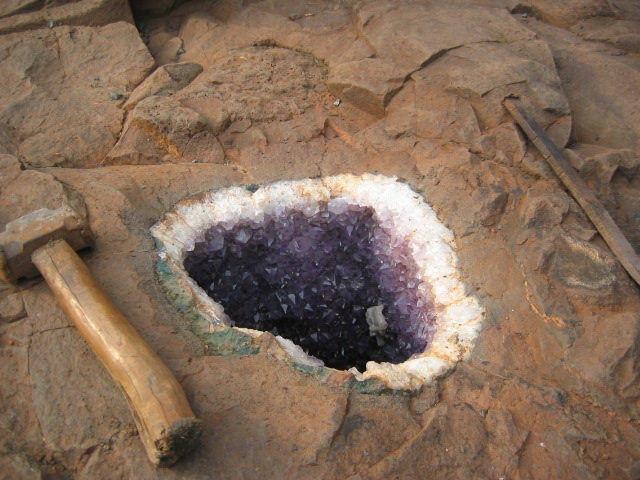
화성암 속에 형성된 자수정 정족.

정족(晶簇, 영어: geodes < 그리스어: γεώδης)은 퇴적암이나 화성암의 속에 빈 공간이 존재하고 그 공간 내면이 광물의 결정으로 덮여 있는 구조다.

## 같이 보기
- 코소 유물